# Empus
Empus is een bestuurslaag in het regentschap Langkat van de provincie Noord-Sumatra, Indonesië. Empus telt 2108 inwoners (volkstelling 2010).